# Col della Boaria
Il Col della Boaria (Col de la Boaire in francese) è un valico alpino delle Alpi liguri alla quota di 2102 m s.l.m..

## Storia

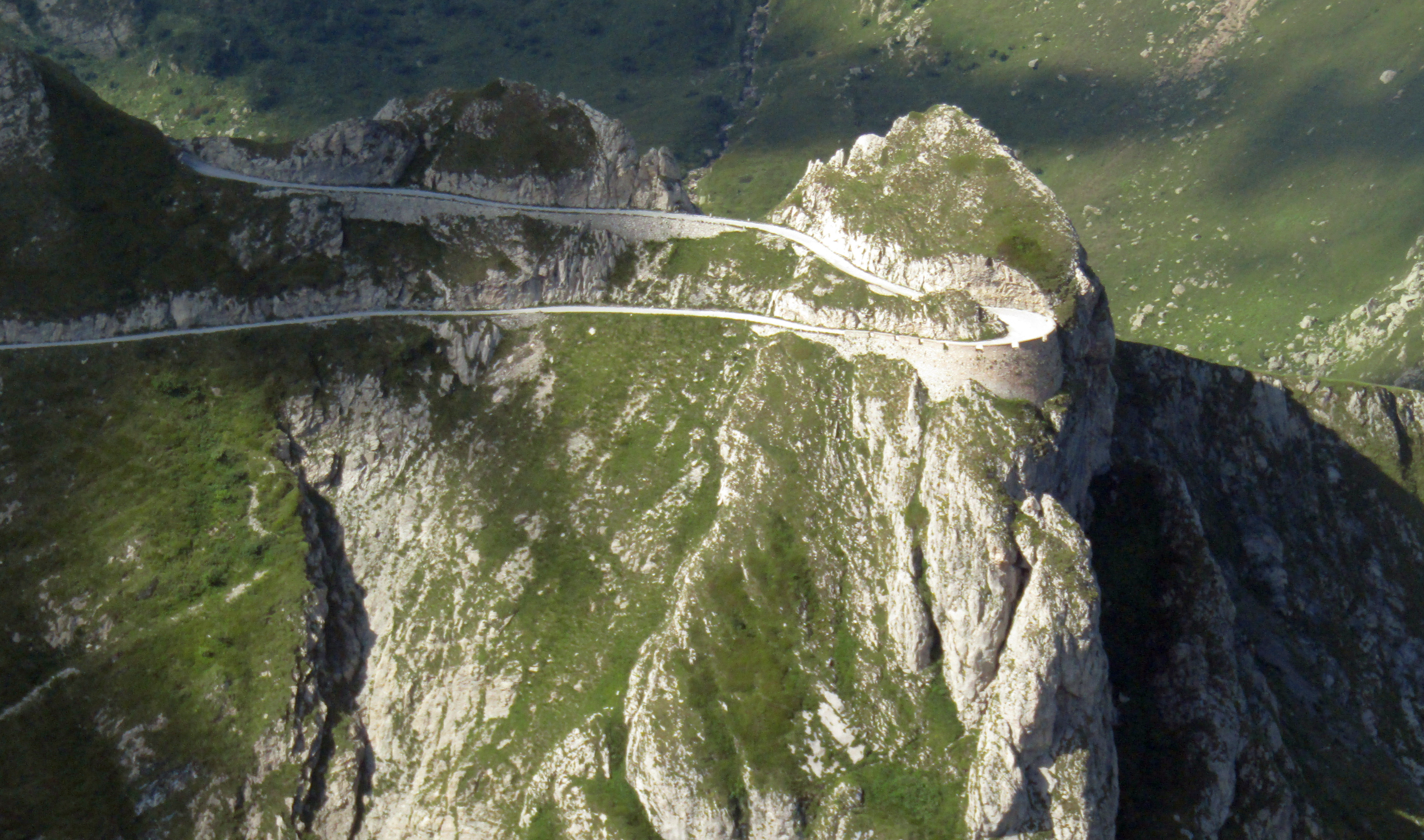
il tornante della Boaria

Il Col della Boaria, che un tempo apparteneva totalmente all'Italia, si trova oggi sul confine con la Francia: il trattato di Parigi in questa zona fa infatti transitare il limite tra le due nazioni sul crinale padano/ligure.

## Geografia

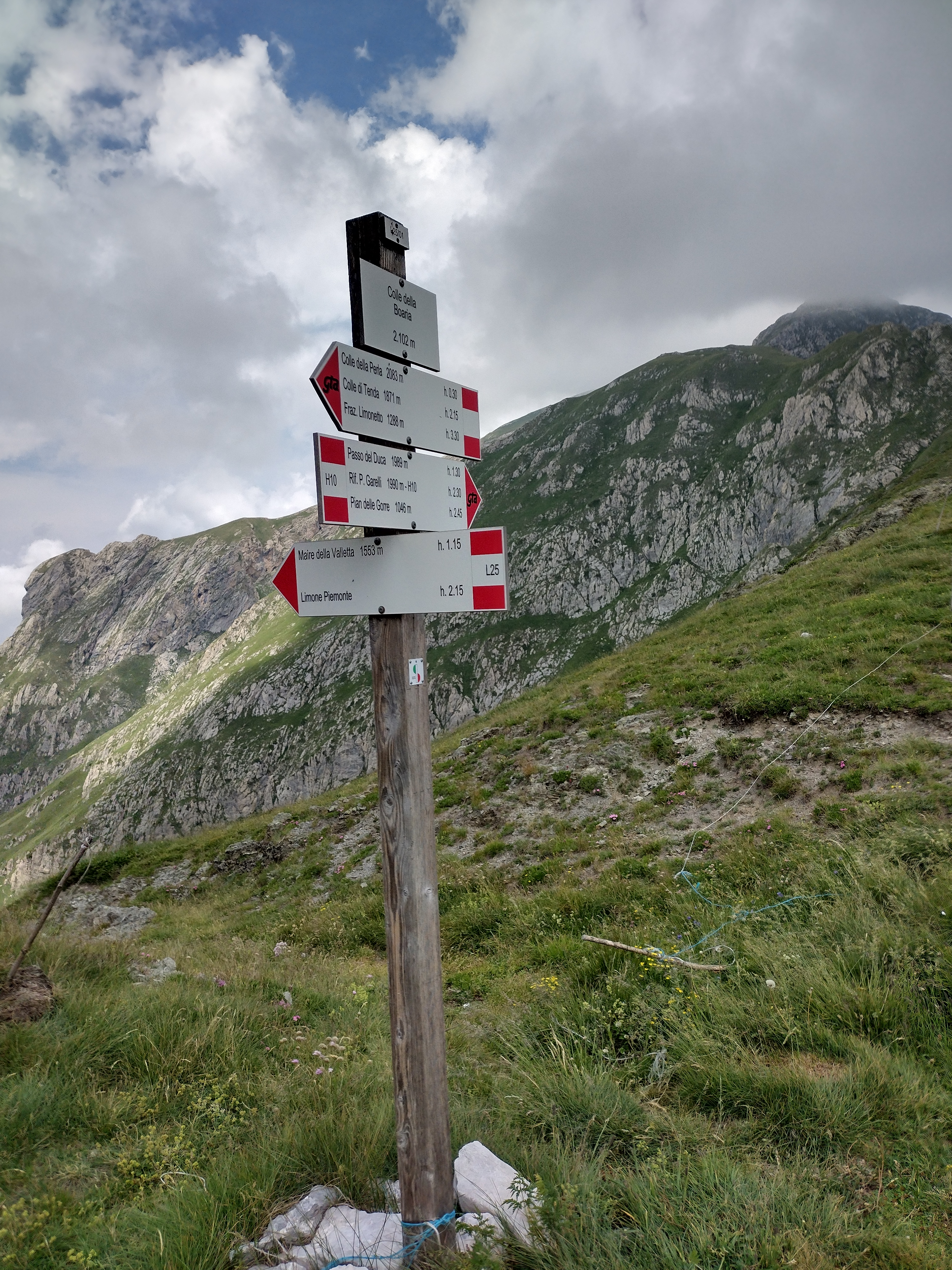
Segnalazioni escursionistiche al colle, sullo sfondo tra le nubi la Testa Ciaudon

Il valico è collocato sulla catena principale alpina ed è situato sullo spartiacque che separa il bacino del Tanaro, e in particolare la Val Vermenagna (a nord, che in questa zona comprende il Vallone della Boaria) dalla valle Roia. Si apre tra la Testa Ciaudon (a est) e la Cima dei Cuni (2259 m). Da una selletta posta in territorio francese poco al di sotto del colle parte in direzione sud-est un crinale secondario che culmina nella Cime de Malabergue e divide tra di loro il Vallon del Malabergue (a nord-est) dal Vallon de Baraccon. Amministrativamente il valico costituisce il punto d'incontro tra i territori dei comuni francesi Tenda e La Brigue e di quello italiano di Limone Piemonte.

## Accesso
Il Col della Boaria è raggiungibile con la strada sterrata ex-militare Limone - Monesi, che lo collega con il Colle di Tenda e con Monesi di Triora. Particolarmente spettacolare è un tornante sospeso, parzialmente intagliato nella roccia, che precede di poco il valico  venendo dal Colle di Tenda. Per il colle transitano anche alcuni sentieri e mulattiere e l'itinerario della GtA nella sua tappa tra il Rifugio Garelli e Limonetto.